# Осілла (Флорида)
Осілла (англ. Aucilla) — переписна місцевість (CDP) в США, в окрузі Джефферсон штату Флорида. Населення — 103 особи (2020).

## Географія
Осілла розташована за координатами 30°28′37″ пн. ш. 83°45′37″ зх. д. / 30.47694° пн. ш. 83.76028° зх. д. (30.477028, -83.760399).  За даними Бюро перепису населення США в 2010 році переписна місцевість мала площу 5,19 км², уся площа — суходіл.

## Демографія
Згідно з переписом 2010 року, у переписній місцевості мешкало 100 осіб у 50 домогосподарствах у складі 28 родин. Густота населення становила 19 осіб/км².  Було 61 помешкання (12/км²).
Расовий склад населення:
| - 58,0 % — білих - 38,0 % — чорних або афроамериканців - 1,0 % — корінних американців |

До двох чи більше рас належало 3,0 %. Частка іспаномовних становила 0,0 % від усіх жителів.
За віковим діапазоном населення розподілялося таким чином: 17,0 % — особи молодші 18 років, 59,0 % — особи у віці 18—64 років, 24,0 % — особи у віці 65 років та старші. Медіана віку мешканця становила 45,5 року. На 100 осіб жіночої статі у переписній місцевості припадало 78,6 чоловіків;  на 100 жінок у віці від 18 років та старших — 88,6 чоловіків також старших 18 років.
Середній дохід на одне домашнє господарство  становив 37 171 долар США (медіана — 28 250), а середній дохід на одну сім'ю — 48 727 доларів (медіана — 60 625). За межею бідності перебувало 49,1 % осіб, у тому числі 83,3 % дітей у віці до 18 років та 69,6 % осіб у віці 65 років та старших.
Цивільне працевлаштоване населення становило 38 осіб. Основні галузі зайнятості: публічна адміністрація — 52,6 %, роздрібна торгівля — 28,9 %, будівництво — 15,8 %.